# 高雄市立杉林國民中學
高雄市立杉林國民中學（Kaohsiung Municipal ShanLin Junior High School），位於臺灣高雄市杉林區的市立國民中學。

## 校史
1957年以前，臺灣高雄市杉林區（時高雄縣杉林鄉）無中等教育學校，區內學生分散至旗山區、美濃區上課，交通不便。經地方人士爭取，1957年8月1日成立高雄縣立旗山中學杉林分部，由鍾未文任分部主任，上課地點暫向上平國小借用。1958年10月校舍完工，遷回本部上課。
1962年4月，獨立為「高雄縣立杉林初級中學」，首任校長黃進華於當年8月1日就職。1968年8月，因臺灣實施九年國民義務教育，改制為「高雄縣立杉林國民中學」。2010年12月25日，因高雄縣、市合併，校名改為「高雄市立杉林國民中學」。

### 歷任校長、分部主任
| 職稱      | 任次 | 姓名   | 上任時間      | 備註 |
| 分部 主任 | 1    | 鍾未文 | 1957年8月1日  |      |
| 分部 主任 | 2    | 劉森奎 | 1958年8月     |      |
| 分部 主任 | 3    | 鍾元亮 | 1960年1月     |      |
| 校長      | －   | 鍾元亮 | 1962年5月1日  | 代理 |
| 校長      | 1    | 黃進華 | 1962年8月1日  |      |
| 校長      | 2    | 陳公權 | 1971年3月20日 |      |
| 校長      | 3    | 陳振邦 | 1977年3月10日 |      |
| 校長      | 4    | 鍾建民 | 1980年9月10日 |      |
| 校長      | 5    | 黃隆正 | 1983年8月23日 |      |
| 校長      | －   | 張文理 | 1986年8月1日  | 代理 |
| 校長      | 6    | 林偕勝 | 1987年2月12日 |      |
| 校長      | 7    | 蔡正松 | 1989年9月1日  |      |
| 校長      | 8    | 莊仙景 | 1992年9月22日 |      |
| 校長      | 9    | 謝勇健 | 1996年8月29日 |      |
| 校長      | 10   | 鍾莉娜 | 2004年8月1日  |      |
| 校長      | 11   | 謝忠保 | 2010年8月1日  |      |
| 校長      | 12   | 林春貴 | 2015年8月1日  |      |
| 校長      | 13   | 梁坤茂 | 2017年8月1日  |      |
|           | 14   | 高行仁 | 2023年8月1日  |      |

## 校歌
杉林國中校歌作曲人為張彩湘，為台灣鋼琴家、音樂教育家。多間臺灣中小學因慕張氏聲望，皆請他為校歌譜曲。除杉林國中外，其他校歌旋律出自張氏之手者有：台北市中山國小、桃園市楊梅國中、苗栗縣頭份國小、新竹女中等。

## 外部連結
- 高雄市立杉林國民中學